# 罗香林
羅香林（1906年10月19日—1978年4月20日），字元一，号乙堂，廣東省嘉應直隸州興寧縣寧新鎮（今梅州興寧市寧新街道）人，客家人族譜學奠基人。為中國國民黨黨員，1930年國立清華大學文學系畢業，1951年起任教於香港大學，1964年任港大中文系主任，退休後續任香港大學永遠名譽教授。
羅香林（中國國民黨黨員）於民國22年（1933）發布了文學著作《客家研究導論》，為其最重要的著作。該書首次自創建構了「客家民系」，羅香林創作此書的目的是「為了對抗『客家非漢族說』或『客家是漢族與其他少數民族的混血種說』，透過對於地方志、族譜的重新創作解讀，創造了獨特的客家歷史，即客家人原本是居住於中原一帶的漢人，經過晉代以來的五次南遷而形成了客家民系。羅香林這文學創作影響深遠，由文學演變為學說，從文化上闡述客家民系先進性，絕大多數運用『正統』、『中原』概念創作塑造客家族群的人均採用其說法。」此主流論調至2000年代方被遺傳學界推翻，繼而受方言學界多翻質疑。復旦大學生命科學學院教授李輝指「各地漢族在演變過程中，與外族混血是很普遍的現象，客家人也很難例外。客家人Y染色體裡，80%屬漢人，13%屬苗瑤語系的畲族。」同為客家人的劉鎮發教授指羅香林的論調在1930年代未經科學驗證，把客家話方言學界誤導至1980年代，遠離了人類學界對客家人的成果。

## 生平
- 1906年生于广东省兴宁縣，為廣東教育家羅幼山幼子。
- 1924年 畢業於興民中學。
- 1926年至1930年 获國立清華大學文学士学位。
- 1931年 入燕京大学历史研究所。
- 1932年 获哈佛燕京學社奖學金。
- 1932年，任國立中山大學校长室秘书兼广东通志馆纂修。
- 1934年，任教于國立中山大学历史系，同年九月兼任國立暨南大学文学院教授。
- 1936年，任廣州市立中山图书馆馆长兼國立中山大学教授。
- 1940年，编撰《国父家世源流考》一书。
- 1941年，发起「中国史学会」。
- 1945年，任广东省政府委员兼廣東省立文理学院院长。
- 1947年至1949年，任私立廣東國民大學特约教授。
- 1949年，在香港广大书院，新亚书院(即香港中文大學前身)。
- 1951年，受賀光中先生之邀請，於香港大学中文系任教。
- 1951年，與妻子及子女同在粉嶺崇謙堂領洗[7]。
- 1955年至1965年，任崇謙堂長老[8][9]。
- 1956年至1968年任香港大学中文系教授，更曾出任系主任[10]。
- 1957年任崇謙堂幼稚園校監兼任三位為註冊校董之一[9]。
- 1969年後，任香港珠海书院文学院院长、中国文史研究所所长及珠海書院出版委員會主席[10]。
- 1968年至1973年，任崇謙堂董事會副主席[9]。
- 1971年至1972年，兩度被瑞典諾貝爾文學獎金委員會邀請作為諾貝爾文學獎候選人之推薦人[8]。
- 1977年至1978年任基督教香港崇真會會長[8]。
- 1978年，於香港逝世，[8][11]葬於粉嶺龍躍頭崇謙堂村崇真會崇謙堂教會墳場[12]。

## 影響

### 羅香林學說傳播與基督教會的關係
「这跟他又是基督教徒也有关系，因为这一方面帮助他的理念在教会间扩散，另一方面他也受教会的影响，比较早接受自己是“客家”这个概念。而有趣的是，把“客家”这个本来是侮辱的符号，当作荣誉的精神，又刚好与基督教把钉死耶稣的十字架捧为图腾的精神相符合。罗香林的概念很快便以香港为核心向嘉应州扩散，然后又在广州、上海、北京等大城市植根，同时通过崇正总会的成立，继续向南洋、欧美推进。」
羅香林1935年在南京與清華大學歷史系教授朱希祖教授的女兒朱倓結婚。朱倓本身亦從事歷史研究。1951年1月28日，羅氏與夫人及子女在粉嶺崇真會崇謙堂受洗入基督教。

## 出版著作

### 所出版書籍
- 《粵東之風》，東方文化供應社，1928。
- 《客家研究導論》，希山書藏，1933。
- 《藩鎮制度沿革考》，1934。
- 《高級中學本國史》（修訂本即《中國通史》，正中書局，1954），正中書局，1935。
- 《劉永福歷史草》，正中書局，1936。
- 《先考幼山府君年譜》（收入《希山叢著》），興寧羅氏，1936。
- 《狼兵狼田考》（後收入《百越源流與文化》，東方文化供應社，1955），廣州市立中山圖書館，1937。
- 《嶺南詩人林睡廬考》，廣州市立中山圖書館。
- 《攘倭先烈傳》，民俗文化研究會，1938。
- 《顏師古年譜》（即《唐顏師古先生籀年譜》），商務印書館，1939。
- 《羅芳伯所建婆羅洲坤甸蘭芳大總制考》，商務印書館，1940。
- 《唐代桂林西域人摩崖題刻考》，1940。
- 《國父家世源流考》（1972年與《國父之大學時代》合而為《國父之家世與學養》，由臺灣商務印書館出版），商務印書館，1942。
- 《中夏系統中之百越》，獨立出版社，1943。
- 《歷史之認識》，獨立出版社，1944。
- 《唐代文化史研究》，商務印書館，1944。
- 《國父之大學時代》（1972年與《國父家世源流考》合而為《國父之家世與學養》，由臺灣商務印書館出版），獨立出版社，1945。
- 《中國憲政之進程》，中心出版社，1946。
- 《乙堂文存》（增訂本於1965由中國學社出版），希山書藏，1946。
- 《世界史上廣東學術源流與發展》，廣東建設研究會，1947。
- 《國父與歐美之友好》，中央文物供應社，1951
- 《蒲壽庚傳》（修訂本即《蒲壽庚研究》，中國學社，1959），中華文化出版事業委員會，1952。
- 《中國民族史》（其中〈中華民族的長成〉篇亦收入《偉大的中華》，中央文化會），中華文化出版事業委員會，1953。
- 《唐代文化史》，臺灣商務印書館，1955。
- 《百越源流與文化》，東方文化供應社，1955。
- 《唐代桂林之摩崖佛像》，中國學社，1958。
- 《大地勝遊記》，亞洲出版社，1959。
- 《一八四二年以前之香港及其對外交通：香港前代史》，中國學社，1959。
- 《唐代廣州光孝寺與中印交通之關係》，中國學社，1960。
- 《香港與中西文化之交流》，中國學社，1961。
- 《流行於贛閩粵及馬來西亞之眞空教》，中國學社，1962。
- 《客家史料匯編》，中國學社，1965。
- 《國父的高明光大》，文星書店，1965。
- 《唐元二代之景教》，中國學社，1966。
- 《民俗學論叢》，文星書店，1966。
- 《中國文化論叢》，中國學社，1966。
- 《西婆羅洲羅芳伯等所建共和國考》中國學社，1967。
- 《民間的幾種信仰》，美國各大學中國語文聯合硏習所，1968。
- 《傅秉常與近代中國》，傳記文學出版社，1970。
- 《國父在香港之歷史遺蹟》，香港大學，1971。
- 《中國族譜研究》，中國學社，1971。
- 《國父之家世與學養》（將《國父家世源流考》及《國父之大學時代》合而為一），臺灣商務印書館，1972。
- 《客家源流考》（此亦收入羅翽雲《客家話》，臺灣文藝出版社，1984），世界客屬第二次懇親大會籌備委員會，1973。
- 《學術論文作法與讀古書作札記法》，珠海書院中國文學歷史硏究所學會，1976。
- 《梁誠的出使美國》，香港大學亞洲研究中心，1977。
- 《乙堂文存續編》，中國學社，1977。
- 《史館論議》，臺灣學生書局，1978。
- 《羅香林論學書札》，廣東人民出版社，2009。

### 所編輯書籍
- 羅幼山《希山叢著》，興寧羅氏，1936。
- 《廣州市立中山圖書館方志目錄》，1938。
- 《香港崇正總會三十週年紀念特刊》，香港崇正總會，1950。
- 《興寧先賢叢書》，興寧先賢叢書校印處，1958。
- 《中國與南海關係論文集》，香港大學歷史學會，1961。
- 《興寧二十五家詩選》，中國學社，1973。
- 賴際熙《荔垞文存》，學海書樓，1974。
- 《明清實錄中之西藏史料》，香港大學亞洲研究中心，1981。

### 未出版手稿
- 《民族生存論》，1930年代。〔香港大學圖書館藏〕
- 《續修廣東通志擬目並說》，1933。〔國家圖書館藏〕
- 《胡曉岑先生年譜》，1959。〔國家圖書館藏〕
- 《宋寶文閣待制蔣公之奇武溪深詩之行草石刻》，1966。〔國家圖書館藏〕